# Tenakourou
Tenakourou es el punto culminante del país africano de Burkina Faso, a 747 metros. Se encuentra cerca justo en la frontera con Malí. Como su altitud estaba cerca de una cumbre cercana, en Malí, un montón de piedras fue utilizado para marcar una diferencia mayor.
Administrativamente hace parte de la Provincia de Léraba en la Región Cascades.